# Pollich-Haus

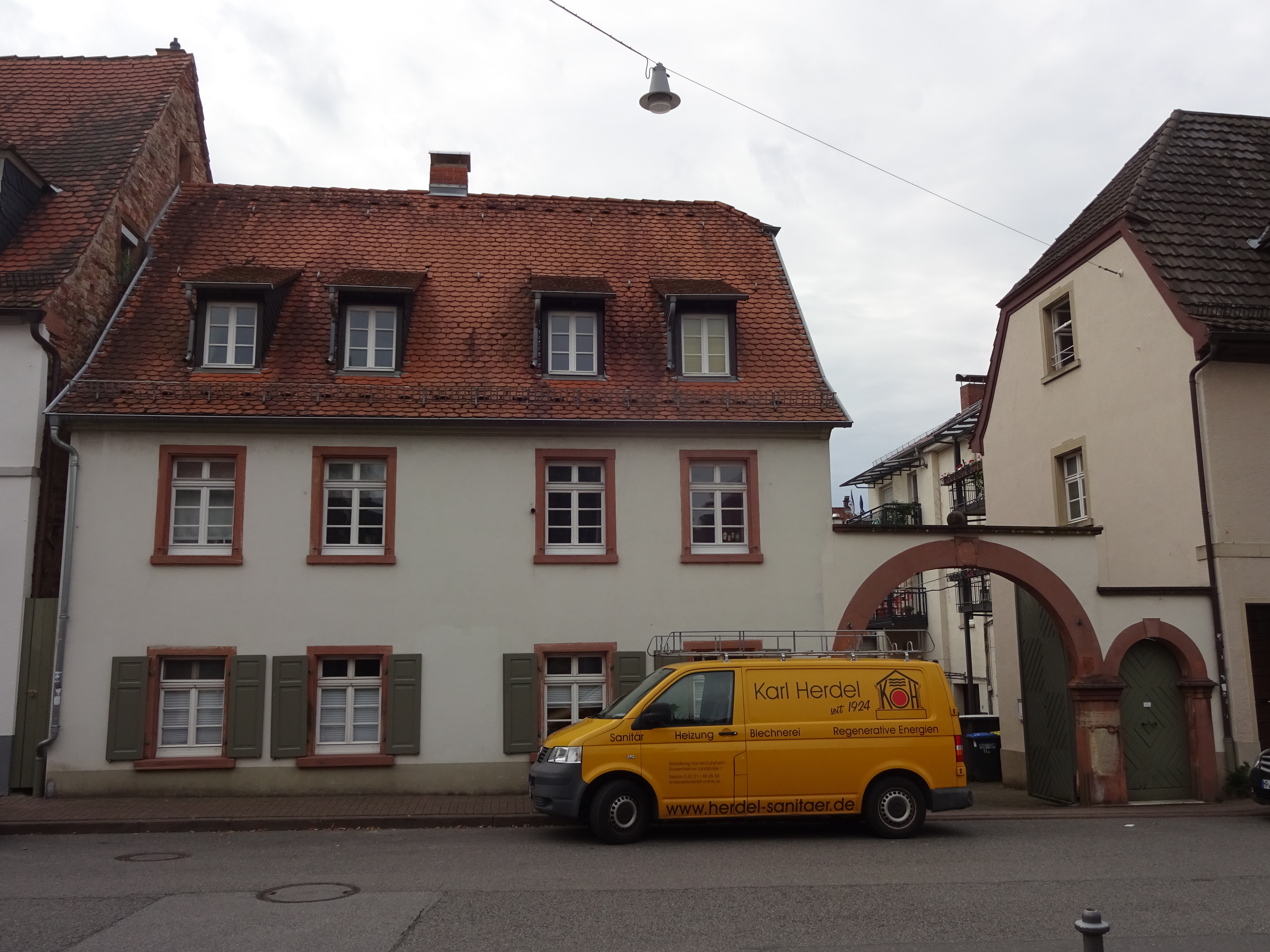
Pollich-Haus, Dossenheimer Landstraße 9

Das Pollich-Haus in der Dossenheimer Landstraße 9 im Heidelberger Stadtteil Handschuhsheim ist ein denkmalgeschütztes historisches Bauernhaus.

## Geschichte
Das Gebäude am Tiefburgplatz gegenüber der Tiefburg wurde im 16. oder 17. Jahrhundert erbaut. Es war das Wohnhaus eines landwirtschaftlichen Anwesens, von dem noch die Torbogenanlage rechts des Hauses aus dem 18. Jahrhundert kündet. Diese geht zurück auf Ezechiel Heß, der durch Einheirat zugezogen war, zur reformierten Gemeinde des Ortes zählte und ab 1812 Kirchenvorstand war. Der Schlussstein des Torbogens wies einst die Initialen EZH auf. Eine Heß-Tochter heiratete Michael Elfner und bewohnte mit diesem das Erdgeschoss, während im Obergeschoss die Familie von Ludwig Fischer wohnte. Der Besitz am Haus war nach badischem Stockwerkseigentum geteilt, so dass die Eingangstüre neben der Jahreszahl 1852 noch die Initialen der Familienoberhäupter ME und LF zeigt.
In den 1880er Jahren heirateten zwei Söhne des Johann Friedrich Pollich, nämlich Heinrich Pollich (1867–1942) und Johann Friedrich Pollich II. (1864–1932) in die Familien Elfner und Fischer ein, so dass das ganze Haus sukzessive an die Familie Pollich kam, von der das Haus auch den Hausnamen erhielt.

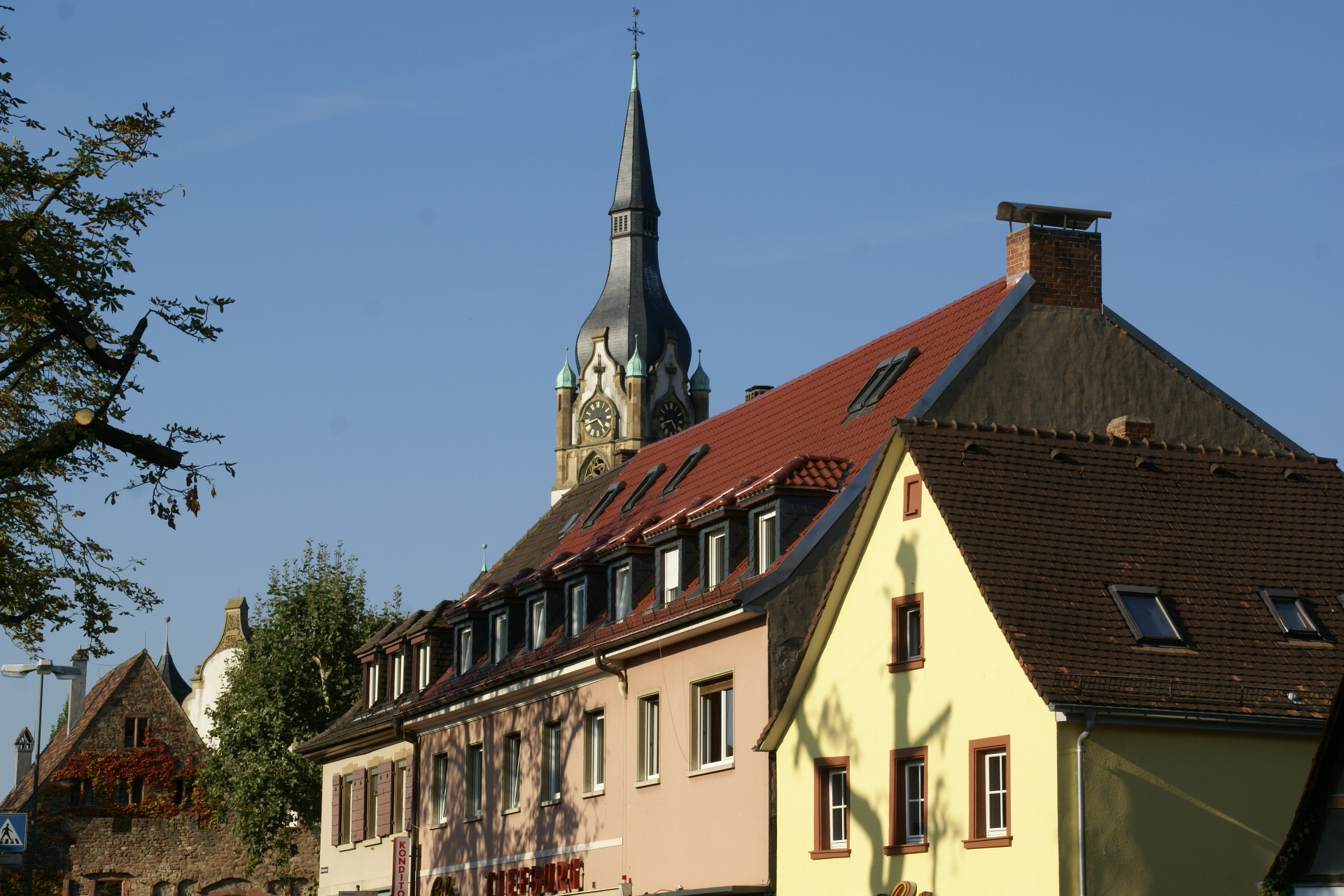
Anstelle der Gebäude in der Steubenstraße (rechts im Vordergrund) befanden sich einst die landwirtschaftlichen Nebengebäude des Hauses Pollich. Links im Hintergrund die Tiefburgfassade zum Tiefburgplatz hin.

Das Gebäude bildete bis ins 20. Jahrhundert hinein das Wohngebäude eines größeren landwirtschaftlichen Anwesens, das die gesamte Ecke Dossenheimer Landstraße/Steubenstraße bis zum Abzweig der Unteren Kirchgasse einnahm. Das Eckhaus Dossenheimer Landstraße/Steubenstraße war eine Schmiede mit Wohnung darüber (heute Geschäftshaus), daran südlich anschließend Scheune und Stall von Friedrich Pollich (heute Café Tiefburg bzw. Uhren-Bowe) und weiter südlich die länglich-schmale Scheune mit Stall von Heinrich Pollich.
Der 1942 verstorbene Heinrich Pollich war der Letzte, der das Anwesen landwirtschaftlich nutzte. Statt der abgerissenen landwirtschaftlichen Nebengebäude entstanden in der Folgezeit Wohn- und Geschäftsgebäude. Heinrich Pollichs Enkel, der Architekt Hans-Peter Pollich, hat das Wohnhaus 1987/88 denkmalgerecht saniert.